# Selim Can Sönmez
Selim Can Sönmez (Amsterdam, 31 maart 2005) is een Turks-Nederlands voetballer die bij voorkeur als buitenspeler speelt. In augustus 2024 maakte hij een transfer naar Iğdır FK, dat een jaar later zijn contract ontbond.

## Carrière

### Jeugd
Can Sönmez begon in zijn geboorteplaats Amsterdam met voetballen, bij ASV Blauw Wit. In de hoofdstad speelde hij ook voor VVA/Spartaan en RKSV DCG. In 2017 kwam hij als 12-jarige in de jeugd van AFC Amsterdam terecht. Daar speelde hij drie jaar, voordat hij naar de jeugdopleiding van FC Utrecht ging. Daar speelde hij onder meer voor de onder 17 en onder 18-teams.

### N.E.C.
In de zomer van 2022 verliet Can Sönmez FC Utrecht voor het beloftenelftal van N.E.C. De zomer erop ging hij mee op trainingskamp met het eerste elftal en speelde hij enkele officieuze wedstrijden voor het eerste. Op 20 december 2023 maakte hij in de tweede ronde van de beker tegen amateurclub GVVV zijn officiële debuut voor N.E.C. Hij kwam na 88 minuten met een 6-1 voorsprong in het veld voor Elayis Tavşan. 

### TOP Oss
Gedurende de winterstop van het seizoen 2023/24 werd Can Sönmez voor de rest van het seizoen verhuurd aan TOP Oss. Hij maakte op 11 februari zijn debuut voor TOP Oss in de uitwedstrijd met FC Groningen.

### Iğdır FK
In augustus 2024 tekende hij een driejarig contract bij Iğdır FK, uitkomend in het tweede niveau van Turkije. In augustus 2025 werd zijn contract ontbonden met wederzijds goedvinden.

## Statistieken
| Seizoen                                   | Club           | Competitie     | Competitie | Competitie | Beker | Beker | Totaal | Totaal |
| Seizoen                                   | Club           | Competitie     | Wed.       | Dlp.       | Wed.  | Dlp.  | Wed.   | Dlp.   |
| ----------------------------------------- | -------------- | -------------- | ---------- | ---------- | ----- | ----- | ------ | ------ |
| 2023/24                                   | N.E.C.         | Eredivisie     | 0          | 0          | 1     | 0     | 1      | 0      |
| 2023/24                                   | → TOP Oss      | Eerste Divisie | 3          | 0          | 0     | 0     | 2      | 0      |
| 2024/25                                   | Iğdır FK       | TFF 1. Lig     | 0          | 0          | 0     | 0     | 0      | 0      |
| Carrièretotaal                            | Carrièretotaal | Carrièretotaal | 3          | 0          | 1     | 0     | 3      | 0      |
| Bijgewerkt tot en met het seizoen 2023/24 |                |                |            |            |       |       |        |        |

## Interlandcarrière
Can Sönmez speelde interlands voor het Turkije onder 17. Hij scoorde tweemaal en gaf twee assists in tien interlands.